# Atletismo nos Jogos Mundiais Militares de 2011 - Salto em altura masculino
A competição do salto em altura masculino nos Jogos Mundiais Militares de 2011 aconteceu nos dias 19 e 20 de julho no Estádio Olímpico João Havelange.

## Medalhistas[1]
| Ouro   | QAT Mutaz Barshim     |
| Prata  | UKR Yurii Krimarenko  |
| Bronze | UKR Dmytro Dem'ianiuk |

## Qualificação[1]

### Qualificação A
| Pos. | Atleta                    | País          | Tempo | Notas |
| ---- | ------------------------- | ------------- | ----- | ----- |
| 1    | Majed Aldin Gazal         | Síria         | 2.11  | q     |
| 2    | Mutaz Barshim             | Catar         | 2.08  | q     |
| 3    | Nicola Ciotti             | Itália        | 2.08  | q     |
| 4    | Kivan Ghanbarzadeh        | Irão          | 2.08  | q     |
| 5    | Peter Gorak               | Eslováquia    | 2.08  | q     |
| 6    | Yurii Krimarenko          | Ucrânia       | 2.08  | q     |
| 7    | Furkan Goksoy             | Turquia       | 1.99  |       |
| 8    | Oh Jin Uk                 | Coreia do Sul | 1.93  |       |
| 9    | Pablo A. Castro Ridriguez | Colômbia      | 1.93  |       |

### Qualificação B
| Pos. | Atleta                     | País           | Tempo | Notas |
| ---- | -------------------------- | -------------- | ----- | ----- |
| 1    | Andrea Betinelli           | Itália         | 2.11  | q     |
| 2    | Dmytro Dem'ianiuk          | Ucrânia        | 2.11  | q     |
| 3    | Rashi Al-Mannai            | Catar          | 2.08  | q     |
| 4    | Ji Chen                    | China          | 2.08  | q     |
| 5    | Artsiom Zaitsau            | Bielorrússia   | 2.08  | q     |
| 6    | Nawaf Alyami Ahmed         | Arábia Saudita | 2.05  | q     |
| 7    | Salem Naser Bakheet        | Bahrein        | 2.05  |       |
| 8    | Salem Alenezi              | Kuwait         | 2.05  |       |
|      | Carlos Eduardo Lamby Perez | Colômbia       | DSQ   | NM    |
|      | Radovan Misik              | Eslováquia     | DNS   |       |

## Final[2]
| Pos.              | Atleta             | País           | Tempo | Notas |
| ----------------- | ------------------ | -------------- | ----- | ----- |
| Medalha de ouro   | Mutaz Barshim      | Catar          | 2.29  | CR    |
| Medalha de prata  | Yurii Krimarenko   | Ucrânia        | 2.23  |       |
| Medalha de bronze | Dmytro Dem'ianiuk  | Ucrânia        | 2.20  |       |
| 4                 | Kivan Ghanbarzadeh | Irão           | 2.20  |       |
| 5                 | Nicola Ciotti      | Itália         | 2.20  |       |
| 6                 | Artsiom Zaitsau    | Bielorrússia   | 2.17  |       |
| 7                 | Ji Chen            | China          | 2.17  |       |
| 8                 | Majed Aldin Gazal  | Síria          | 2.17  |       |
| 9                 | Andrea Betinelli   | Itália         | 2.14  |       |
| 10                | Peter Gorak        | Eslováquia     | 2.14  |       |
| 11                | Rashi Al-Mannai    | Catar          | 2.11  |       |
| 12                | Nawaf Alyami Ahmed | Arábia Saudita | 2.08  |       |